# Remzifaik Selmani
Remzifaik Selmani (in macedone Ремзифаик Селмани?; Tetovo, 5 maggio 1997) è un calciatore macedone, attaccante del Besa Dobërdoll.

## Carriera

### Club
Il 16 agosto 2017 viene acquistato a titolo definitivo per 75 mila euro dalla squadra ungherese dell'Újpest.

### Nazionale
Ha giocato nelle nazionali giovanili macedoni Under-18, Under-19, Under-20 ed Under-21.

## Palmarès

### Club

#### Competizioni nazionali
- Campionato albanese: 1

Partizani Tirana: 2022-2023